# Томас Ділейні
Томас Ділейні (дан. Thomas Delaney, нар. 3 вересня 1991, Фредеріксберг) — данський футболіст ірландсько-американського походження, півзахисник клубу «Копенгаген».

## Клубна кар'єра
Народився 3 вересня 1991 року в місті Фредеріксберг. Вихованець футбольної школи клубу «КБ».

### «Копенгаген»
Почав грати в юнацький футбол в КБ (Копенгаген), дубль багаторазових чемпіонів Данії ФК Копенгаген "(Копенгаген).

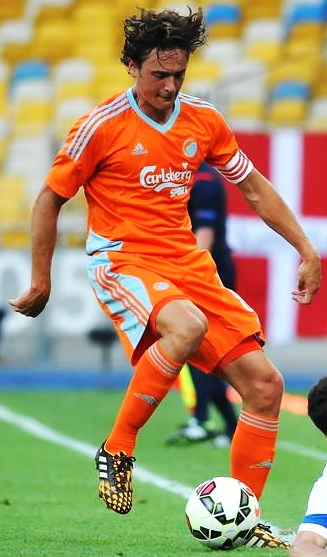
Томас Ділейні під час виступів за «Копенгаген». 2014 рік.

Ділейні дебютував за ФК Копенгаген у товариському матчі в серпні 2008 року. Після гри першої половини сезону 2008-09 в КБ за молодіжну команду, він потрапив в основний склад ФК Копенгаген на Кубок Данії 2008-09. Дебютував у першому матчі півфіналу проти «Нордвеста». Через два тижні Ділейні був у стартовому складі перші 60 хвилин, і був замінений.
У літні канікули 2009 року він був підвищений до першої команди. У своєму міжнародному дебюті забив гол, зігравши повний матч у кваліфікації Ліги чемпіонів проти  «Могрена». Його перша матч у данській Суперлізі відбувся 9 серпня 2009 року проти «Сеннер'юска» замінивши Атібу Гатчінсона наприкінці матчу.
6 липня 2013 року Ділейні продовжив контракт з клубом до 2015 року. У той же час, він отримав футболку з номером 8. Наступного сезону він став основним гравцем на своїй улюбленій позиції, в тому числі і в Лізі Чемпіонів, у матчах проти «Ювентуса», «Реала» і «Галатасарая». 23 січня 2014 року він знову продовжив свій контракт до 2017 року. У той же час він був офіційно названий віце-капітаном команди. Через півроку, Ділейні був підвищений до капітана команди.
16 травня 2015 року він був визнаний гравцем матчу, в якому його команда виграла Кубок Данії з рахунком 3-2 після додаткового часу проти іншої команди Суперліги, «Вестшелланна».
27 вересня 2016, Ділейні сприяв комфортній перемозі своєї команди з рахунком 4-0, ударом з лівої ноги з 30 метрів проти бельгійського «Брюгге» в Лізі Чемпіонів.

### «Вердер»
17 серпня 2016 року, «Вердер» оголосив перехід до нього Ділейні з січня 2017 року.. 18 лютого 2017 року, він забив свій перший гол за клуб, зі штрафного, «Вердер» переміг з рахунком 2:0, виїзною перемогою проти «Майнц 05». Це була перша перемога команди в новому році після чотирьох поразок поспіль.
1 квітня 2017 року Ділейні зробив хет-трик, перший в кар'єрі, у виїзному матчі «Вердера» (перемога в гостях з рахунком 2-5) проти «Фрайбурга».

### «Боруссія» (Дортмунд)
7 червня 2018 року Ділейні підписав 4-річний контракт з «Боруссією» (Дортмунд). Дортмундський клуб заплатив за гравця 20 млн євро.

## Виступи за збірні
2006 року дебютував у складі юнацької збірної Данії, взяв участь у 14 іграх на юнацькому рівні, відзначившись одним забитим голом.
Протягом 2008—2012 років залучався до складу молодіжної збірної Данії і був учасником домашнього молодіжного чемпіонату Європи 2011 року. На молодіжному рівні зіграв у 13 офіційних матчах.
15 жовтня 2013 року Ділейні дебютував у складі національної збірної Данії в матчі відбіркового турніру до чемпіонату світу 2014 року проти збірної Мальти.
У складі збірної був учасником чемпіонату світу 2018 року у Росії.
| Дата       | Місто         | Господарі            | Результат | Гості       | Турнір             | Голи | Примітки |
| ---------- | ------------- | -------------------- | --------- | ----------- | ------------------ | ---- | -------- |
| 15-10-2013 | Копенгаген    | Данія                | 6 – 0     | Мальта      | Відбір до ЧС 2014  | -    |          |
| 25-3-2015  | Орхус         | Данія                | 3 – 2     | США         | товариський матч   | -    | 46'      |
| 29-3-2015  | Сент-Етьєн    | Франція              | 2 – 0     | Данія       | товариський матч   | -    | 88'      |
| 7-9-2015   | Єреван        | Вірменія             | 0 – 0     | Данія       | Відбір до ЧЄ 2016  | -    | 66'      |
| 17-11-2015 | Копенгаген    | Данія                | 2 – 2     | Швеція      | Відбір до ЧЄ 2016  | -    | 46'      |
| 24-3-2016  | Гернінг       | Данія                | 2 – 1     | Ісландія    | товариський матч   | -    | 40'      |
| 29-3-2016  | Глазго        | Шотландія            | 1 – 0     | Данія       | товариський матч   | -    |          |
| 3-6-2016   | Тойота (Айті) | Боснія і Герцеговина | 2 – 2     | Данія       | Kirin Cup          | -    | 46'      |
| 7-6-2016   | Суйта         | Данія                | 4 – 0     | Болгарія    | Kirin Cup          | -    | 70'      |
| 31-8-2016  | Хорсенс       | Данія                | 5 – 0     | Ліхтенштейн | товариський матч   | -    | 46'      |
| 4-9-2016   | Копенгаген    | Данія                | 1 – 0     | Вірменія    | Відбір до ЧС 2018  | -    | 81'      |
| 8-10-2016  | Варшава       | Польща               | 3 – 2     | Данія       | Відбір до ЧС 2018  | -    | 82'      |
| 11-10-2016 | Копенгаген    | Данія                | 0 – 1     | Чорногорія  | Відбір до ЧС 2018  | -    | 90'      |
| 11-11-2016 | Копенгаген    | Данія                | 4 – 1     | Казахстан   | Відбір до ЧС 2018  | -    |          |
| 26-3-2017  | Клуж-Напока   | Румунія              | 0 – 0     | Данія       | Відбір до ЧС 2018  | -    |          |
| 6-6-2017   | Брондбю       | Данія                | 1 – 1     | Німеччина   | товариський матч   | -    |          |
| 10-6-2017  | Астана        | Казахстан            | 1 – 3     | Данія       | Відбір до ЧС 2018  | -    |          |
| 1-9-2017   | Копенгаген    | Данія                | 4 – 0     | Польща      | Відбір до ЧС 2018  | 1    | 86'      |
| 4-9-2017   | Єреван        | Вірменія             | 1 – 4     | Данія       | Відбір до ЧС 2018  | 3    |          |
| 5-10-2017  | Подгориця     | Чорногорія           | 0 – 1     | Данія       | Відбір до ЧС 2018  | -    |          |
| 8-10-2017  | Копенгаген    | Данія                | 1 – 1     | Румунія     | Відбір до ЧС 2018  | -    |          |
| 11-11-2017 | Копенгаген    | Данія                | 0 – 0     | Ірландія    | Відбір до ЧС 2018  | -    |          |
| 14-11-2017 | Дублін        | Ірландія             | 1 – 5     | Данія       | Відбір до ЧС 2018  | -    |          |
| 22-3-2018  | Брондбю       | Данія                | 1 – 0     | Панама      | товариський матч   | -    |          |
| 27-3-2018  | Ольборг       | Данія                | 0 – 0     | Чилі        | товариський матч   | -    | 72'      |
| 2-6-2018   | Стокгольм     | Швеція               | 0 – 0     | Данія       | товариський матч   | -    |          |
| 9-6-2018   | Брондбю       | Данія                | 2 – 0     | Мексика     | товариський матч   | -    | 62'      |
| 16-6-2018  | Саранськ      | Перу                 | 0 – 1     | Данія       | ЧС 2018 - 1-й етап | -    | 86'      |
| 21-6-2018  | Самара        | Данія                | 1 – 1     | Австралія   | ЧС 2018 - 1-й етап | -    |          |
| Усього     |               | Матчів               | 29        |             | Голів              | 4    |          |

## Титули і досягнення
- Чемпіон Данії (5):

«Копенгаген»: 2009-10, 2010-11, 2012-13, 2015-16, 2024-25
- Володар Кубка Данії (4):

«Копенгаген»: 2010-11, 2014-15, 2015-16, 2024-25
- Володар Суперкубка Німеччини (1):

«Боруссія» (Дортмунд): 2019
- Володар Кубка Німеччини (1):

«Боруссія» (Дортмунд): 2020-21